# Gradska Arena Zenica
Gradska Arena Zenica – wielofunkcyjna hala sportowo-widowiskowa w Zenicy w Bośni i Hercegowinie.
Budowa hali odbyła się w okresie luty 2007–kwiecień 2009 roku, a oficjalne otwarcie nastąpiło 20 marca 2009 roku koncertem Dino Merlina. Mogą w niej być rozgrywane mecze siatkówki, koszykówki, piłki ręcznej, tenisa i futsalu. Infrastrukturę dopełnia parking na 1500 pojazdów, siłownia i klub, w którym można grać w bilarda i tenisa stołowego. Obok hali znajduje się również stadion lekkoatletyczny.
Oficjalna pojemmność hali wynosi 6145 widzów, zaś podczas koncertów jest zwiększana do 11 000 osób.
Obiekt gościł imprezy rangi mistrzowskiej, jak Mistrzostwa Świata U-21 w Piłce Ręcznej Mężczyzn 2013.